# Coniopteryx (Coniopteryx) protrufrons
Coniopteryx (Coniopteryx) protrufrons is een insect uit de familie dwerggaasvliegen (Coniopterygidae), die tot de orde netvleugeligen (Neuroptera) behoort. De soort komt voor in China.